# Discolized
Discolized er debutalbummet fra den danske house-dj- og producer Kato, der udkom den 1. marts 2010 på disco:wax. Albummet blev genudgivet den 4. april 2011 under titlen Discolized 2.0 og indeholder nye udgaver, remixes og singlerne "Sjus" og "Speakers On" fordelt på to CD'er. Discolized 2.0 modtog i maj 2011 guld for 10.000 solgte eksemplarer.

## Spor

### Discolized
| #   | Titel                                                      | Sangskriver(e)                                                                  | Længde |
| --- | ---------------------------------------------------------- | ------------------------------------------------------------------------------- | ------ |
| 1.  | "My House (2010)"                                          | Thomas Kato Vittrup                                                             | 4:19   |
| 2.  | "Turn the Lights Off" (featuring Jon)                      | Alexander Perls, L.T.R. van Schooneveld, Reinold Hoogendoorn                    | 2:57   |
| 3.  | "Desert Walk" (featuring Outlandish)                       | Vittrup, Ahmad Darwich, Michael Rune, Isam Bachiri, Lenny Martinez, Waqas Qadri | 3:31   |
| 4.  | "Makka"                                                    | Vittrup, Darwich                                                                | 5:07   |
| 5.  | "Discolized" (Kato & Terri B.)                             | Vittrup, Darwich, Cane, Tina Gavilanes                                          | 3:21   |
| 6.  | "Alive"                                                    | Vittrup, Darwich                                                                | 5:50   |
| 7.  | "It's My Life" (featuring Dr. Alban & Tony T & Carl Pritt) | Dr. Alban, Denniz Pop                                                           | 3:21   |
| 8.  | "Opa"                                                      | Vittrup, Darwich                                                                | 4:23   |
| 9.  | "Remember My Name" (featuring Jon)                         | Vittrup, Darwich, Jon Gade Nørgaard                                             | 3:37   |
| 10. | "Crowd Control"                                            | Vittrup, Darwich                                                                | 6:10   |
| 11. | "Runnin' Away" (featuring Estella)                         | Darwich, Linda Andrews, Max Preece                                              | 4:09   |
| 12. | "P.Y.H.I.T.A.R.N"                                          | Vittrup, Darwich                                                                | 3:59   |
| 13. | "Crossed the Line" (featuring Morten Luco)                 | Vittrup, Darwich, Cane                                                          | 3:41   |
| 14. | "Hey Shorty (Yeah Yeah Pt. II)" (featuring U$O & Johnson)  | Vittrup, Darwich, Cane, Ausamah Saeed, Marc Johnson                             | 3:15   |
| 15. | "Lullaby"                                                  | Vittrup, Darwich                                                                | 3:45   |

| 16. | "Soundscape" (featuring Michael Rune) | 6:18 |
| 17. | "Copa Cabana (Whine Your Body)"       | 3:40 |

### Discolized 2.0
| 1.  | "Discolized 2.0" (Kato & Terri B)                                     | Thomas Kato Vittrup, Ahmad Darwich, Cane, Tina Gavilanes                  |  |
| 2.  | "Sjus" (Kato featuring Ida Corr, Camille Jones & Johnson) (Kato Edit) | Vittrup, Ida Corr, Camille Jones, Marc Johnson, Darwich                   |  |
| 3.  | "Speakers On" (Kato & Infernal)                                       | Vittrup, Lina Rafn, Paw Lagermann                                         |  |
| 4.  | "Fuck hvor er det fedt (at være hip hop'er)" (Kato featuring Clemens) | Vittrup, Clemens Telling, Darwich                                         |  |
| 5.  | "Turn the Lights Off" (Kato featuring Jon)                            | Alexander Perls, L.T.R. van Schooneveld, Reinold Hoogendoorn              |  |
| 6.  | "Celebrate Life" (Kato featuring Jeremy Carr)                         | Vittrup, Darwich, Jeremy Carr                                             |  |
| 7.  | "Desert Walk" (Kato featuring Outlandish)                             | Vittrup, Darwich, Michael Rune, Isam Bachiri, Lenny Martinez, Waqas Qadri |  |
| 8.  | "Hey Shorty (Yeah Yeah Pt. II)" (Kato featuring U$O & Johnson)        | Vittrup, Darwich, Cane, Ausamah Saeed, Johnson                            |  |
| 9.  | "Remember My Name 2.0" (Kato featuring Jon)                           | Vittrup, Darwich, Jon Nørgaard                                            |  |
| 10. | "Happiness" (Kato featuring Jeremy Carr)                              | Vittrup, Darwich, Carr                                                    |  |
| 11. | "My House 2.0" (Kato featuring Brandon Beal & Negash Ali)             | Vittrup, Darwich, Brandon Beal, Negash Ali, Rasmus Hedegaard              |  |
| 12. | "Champion Part II" (Kato featuring Clemens & Jon)                     | Vittrup, Telling, Nørgaard, Björn Djupström, Thomas Hinz                  |  |

| 1.  | "Helele" (Kato Remix)                                    | Jean Kluger, Daniel Vangarde, Velile Mchunu | Velile & Safri Duo                               |  |
| 2.  | "Desert Walk" (Kato Remix)                               | Thomas Vittrup, Ahmad Darwich, Michael Rune, Isam Bachiri, Lenny Martinez, Waqas Qadri                                                                                | Kato featuring Outlandish                        |  |
| 3.  | "Kato på maskinerne" (Extended)                          | Søren Rasted, Nicolaj Rasted, Vittrup | Hej Matematik                                    |  |
| 4.  | "Velkommen til Medina" (Kato Remix)                      | Medina Valbak, Rasmus Stabell, Jeppe Federspiel | Medina                                           |  |
| 5.  | "Turn the Lights Off" (Dave Darell Remix)                | Alexander Perls, L.T.R. van Schooneveld, Reinold Hoogendoorn | Kato featuring Jon                               |  |
| 6.  | "Har det hele" (Kato Remix)                              | Johan Forsby, Karen Rosenberg | Rune RK featuring Karen & Jooks                  |  |
| 7.  | "You & Me" (Kato Remix)                                  | Martin Bøge Pedersen, Darwich, Vittrup, Benito Benites, John Virgo Garrett III, Thea Austin, Durron Butler                                                            | Electric Lady Lab                                |  |
| 8.  | "Are You Gonna Go My Way" (Jack Rowan Midnight Bomb Mix) | Lenny Kravitz, Craig Ross | Kato featuring Ian Dawn                          |  |
| 9.  | "Burn It" (Kato Remix)                                   | Søren Balsner, Morten Thorhauge, Lau Højen | Carpark North                                    |  |
| 10. | "Sjus" (Hedegaard Remix)                                 | Vittrup, Ida Corr, Camille Jones, Marc Johnson, Darwich | Kato featuring Ida Corr, Camille Jones & Johnson |  |
| 11. | "Seek Bromance" (Kato Remix)                             | Tim Bergling, Arash Pournouri, Maurizio Colella, Samuele Sartini, Maurizio Alfieri, Davide Domenella, Wendy Lewis, Andrea Tonici, Amanda Wilson, Massimiliano Moroldo | Tim Berg                                         |  |
| 12. | "Hey Shorty (Yeah Yeah Pt. II)" (Jack Rowan Remix)       | Vittrup, Darwich, Cane, Ausamah Saeed, Johnson | Kato featuring U$O & Johnson                     |  |
| 13. | "I nat" (Kato Remix)                                     | Kasper Svenstrup, Thomas Vendelboe, Rosenberg | Svenstrup & Vendelboe featuring Karen            |  |

## Hitlisteplacering

### Discolized
| Hitliste (2010) | Højeste placering |
| --------------- | ----------------- |
| Danmark         | 6                 |

### Discolized 2.0
| Hitliste (2011) | Højeste placering |
| --------------- | ----------------- |
| Danmark         | 1                 |